# Platycerus yingqii
Platycerus yingqii là một loài bọ cánh cứng trong họ Lucanidae. Loài này được Huang & Chen mô tả khoa học năm 2009.